# Ловелл (місто, Вісконсин)
Ловелл (англ. Lowell) — місто (англ. town) в США, в окрузі Додж штату Вісконсин. Населення — 309 осіб (2020).

## Демографія
Згідно з переписом 2010 року, у місті мешкало 1190 осіб у 460 домогосподарствах у складі 342 родин. Було 487 помешкань
Расовий склад населення:
| - 99,2 % — білих - 0,2 % — корінних американців - 0,1 % — чорних або афроамериканців |

До двох чи більше рас належало 0,4 %. Частка іспаномовних становила 1,3 % від усіх жителів.
За віковим діапазоном населення розподілялося таким чином: 25,0 % — особи молодші 18 років, 63,6 % — особи у віці 18—64 років, 11,4 % — особи у віці 65 років та старші. Медіана віку мешканця становила 42,7 року. На 100 осіб жіночої статі у місті припадало 107,0 чоловіків;  на 100 жінок у віці від 18 років та старших — 109,6 чоловіків також старших 18 років.
Середній дохід на одне домашнє господарство  становив 71 084 долари США (медіана — 62 054), а середній дохід на одну сім'ю — 78 363 долари (медіана — 75 278). Медіана доходів становила 50 417 доларів для чоловіків та 36 250 доларів для жінок. За межею бідності перебувало 12,1 % осіб, у тому числі 17,2 % дітей у віці до 18 років та 7,8 % осіб у віці 65 років та старших.
Цивільне працевлаштоване населення становило 557 осіб. Основні галузі зайнятості: виробництво — 28,5 %, освіта, охорона здоров'я та соціальна допомога — 20,1 %, будівництво — 10,6 %, роздрібна торгівля — 9,0 %.